# SAM-distribution
SAM-distribution AB var ett svenskt musikdistributionsbolag.
SAM-distribution startades 1971 i Vaxholm av skivbolagen MNW och Silence Records på grund av de etablerade distributionsbolagens ointresse för deras utgivningar. Med tiden anslöt sig allt fler oberoende skivbolag, som Amalthea, Manifest, Mistlur Records och Oktoberförlaget, till SAM-distribution. År 1988 sammanslogs distributionsbolaget Plattlangarna i Göteborg med SAM-distribution och bildade det nya bolaget Musikdistribution (MD) som kom att bedriva sin verksamhet i Solna och Östersund. Plattlangarna hade startats av skivbolaget Nacksving och var senare kopplat till dess efterföljare Transmission.